# Animus (Jung)
Animus is volgens de psycholoog Carl Gustav Jung een van de archetypen uit het collectief onbewuste, de mannelijke zijde van de vrouwelijke psyche. Net zo is het archetype van de vrouwelijke zijde van een man de anima. Ieder mens heeft volgens Jung namelijk kenmerken van de beide seksen, niet alleen biologisch maar ook in psychologische zin. Jung was meer gericht op de anima bij de man en schreef minder over de animus bij de vrouw. Hij zag de animus als complexer dan de anima, en stelde dat vrouwen een groot aantal animusbeelden hebben, terwijl bij de man de anima bestaat uit één dominant beeld.

## Archetype
Bij een evenwichtige persoonlijkheid kunnen beide delen van de psyche, animus en anima, zich beide vrijelijk manifesteren in het bewustzijn en in het gedrag. Door opvoeding wordt het ene echter soms ontwikkeld en het andere niet. Een vrouw ontwikkelt hierdoor meestal meer haar vrouwelijke dan haar mannelijke kant. Als de animus bij de vrouw onderontwikkeld is, belemmert deze het functioneren van de vrouw en blijft het manbeeld primitief. Dat eeuwige beeld van de man dat de vrouw met zich meedraagt is als het ware in het genetische materiaal van de vrouw ingeprent, een neerslag van alle indrukken die ooit door de man zijn gemaakt. Aangezien man en vrouw generaties lang samen hebben geleefd, is er immers sprake van wisselwerking, waardoor beide seksen kenmerken van elkaar hebben overgenomen.

## Projecties
De animus, die dus behoort tot het collectief onbewuste werkt op onbewust niveau en is aanleiding tot projecties. De eerste projectie van de animus is onveranderlijk gericht op de vader (net zo is bij de man de eerste projectie van de anima gericht op de moeder). Bij verliefdheid zal de vrouw aangetrokken worden door mannen die beantwoorden aan haar animusbeeld van de man. Ongeacht welke andere (bewuste) redenen de vrouw heeft om zich tot een man aangetrokken te voelen, het is in hoofdzaak dit onbewust proces dat haar keuze stuurt. Zo zal een meisje in haar relaties met jongens onbewuste maatstaven hanteren die haar ertoe brengen hem te aanvaarden of te verwerpen. Anima en animus worden op een vergelijkbare manier dus geprojecteerd op het andere geslacht en bepalen de verhouding tot de andere sekse, en de keuze van de partner zelf. Hetzelfde onbewuste mechanisme van projectie speelt eveneens een rol bij hartstochtelijke haat.
Er bestaat volgens Jung trouwens ook een deel van de onbewuste psyche dat de verhouding tot het eigen geslacht weergeeft, een potentieel gevaarlijk archetype dat hij de schaduw noemt.

## Reactie tegen opgelegde rolpatronen
Dat de animus (of anima, al naargelang het geval) in onze westerse maatschappij vaak onderontwikkeld is, wijt Jung aan de normen die door onze beschaving aan vrouwen en mannen worden opgelegd aangaande hun 'vrouwelijkheid' of 'mannelijkheid'. Deze druk om zich te conformeren plaatst de persona op het voorplan waardoor animus en anima worden verstikt en in opstand komen. Deze extreme reacties uiten zich volgens Jung bij een jongen als het beginnen vertonen van overdreven vrouwelijk gedrag, zoals waargenomen bij travestieten of verwijfde homoseksuelen. Op dezelfde manier kan een meisje zich overdreven mannelijk beginnen gedragen en kleden als haar animus 'in opstand komt'.